# Garzigliana
Garzigliana est une commune de la ville métropolitaine de Turin, dans le Piémont, en Italie.

## Administration
| Période                                  | Période | Identité | Étiquette | Qualité |
| ---------------------------------------- | ------- | -------- | --------- | ------- |
|                                          |         |          |           |         |
| Les données manquantes sont à compléter. |         |          |           |         |

### Hameaux
Alberetti, San Martino, Santa Marta, Montebruno, Case Nuove, Conti, Baite.

### Communes limitrophes
Pignerol, Osasco, Macello, Bricherasio, Cavour.